# U20-as OFC-bajnokság
Az U20-as OFC-bajnokság (angolul: OFC U-20 Championship) egy az OFC által kiírt labdarúgótorna, a 20 éven aluli labdarúgók számára.
A tornát 1974 óta rendezik meg és egyben selejtező is az U20-as labdarúgó-világbajnokságra. 1974 és 2012 között a korhatár 20 év volt, 2013-ban levitték 19-re.
A jelenlegi címvédő a Fidzsi-szigetek, a legsikeresebb válogatott Ausztrália csapata 12 győzelemmel.

## Eddigi eredmények
| 1974 | Tahiti                     | · Tahiti          | · Új-Zéland        | Vanuatu                              | Új-Kaledónia                         |
| 1978 | Új-Zéland                  | · Ausztrália      | · Fidzsi-szigetek  | · Új-Zéland                          | · Pápua Új-Guinea                    |
| 1980 | Fidzsi-szigetek            | · Új-Zéland       | · Ausztrália       | · Fidzsi-szigetek                    | Új-Kaledónia                         |
| 1982 | Pápua Új-Guinea            | · Ausztrália      | · Új-Zéland        | · Fidzsi-szigetek                    | · Pápua Új-Guinea                    |
| 1985 | Ausztrália                 | · Ausztrália      | · Izrael           | · Új-Zéland                          | · Tajvan                             |
| 1986 | Új-Zéland                  | · Ausztrália      | · Izrael           | · Új-Zéland                          | · Tajvan                             |
| 1988 | Fidzsi-szigetek            | · Ausztrália      | · Új-Zéland        | · Tajvan                             | · Fidzsi-szigetek                    |
| 1990 | Fidzsi-szigetek            | · Ausztrália      | · Új-Zéland        | · Vanuatu                            | · Tahiti                             |
| 1992 | Tahiti                     | · Új-Zéland       | · Tahiti           | · Fidzsi-szigetek                    | · Vanuatu                            |
| 1994 | Fidzsi-szigetek            | · Ausztrália      | · Új-Zéland        | · Salamon-szigetek                   | · Vanuatu                            |
| 1997 | Tahiti                     | · Ausztrália      | · Új-Zéland        | · Fidzsi-szigetek                    | · Tahiti                             |
| 1998 | Szamoa                     | · Ausztrália      | · Fidzsi-szigetek  | · Új-Zéland                          | · Salamon-szigetek                   |
| 2001 | Új-Kaledónia Cook-szigetek | · Ausztrália      | · Új-Zéland        | Nem rendeztek mérkőzést a 3. helyért | Nem rendeztek mérkőzést a 3. helyért |
| 2002 | Vanuatu Fidzsi-szigetek    | · Ausztrália      | · Fidzsi-szigetek  | Nem rendeztek mérkőzést a 3. helyért | Nem rendeztek mérkőzést a 3. helyért |
| 2005 | Salamon-szigetek           | · Ausztrália      | · Salamon-szigetek | · Vanuatu                            | · Fidzsi-szigetek                    |
| 2007 | Új-Zéland                  | · Új-Zéland       | · Fidzsi-szigetek  | · Salamon-szigetek                   | Új-Kaledónia                         |
| 2008 | Tahiti                     | · Tahiti          | Új-Kaledónia       | · Új-Zéland                          | · Fidzsi-szigetek                    |
| 2011 | Új-Zéland                  | · Új-Zéland       | · Salamon-szigetek | · Vanuatu                            | · Fidzsi-szigetek                    |
| 2013 | Fidzsi-szigetek            | · Új-Zéland       | · Fidzsi-szigetek  | · Vanuatu                            | Új-Kaledónia                         |
| 2014 | Fidzsi-szigetek            | · Fidzsi-szigetek | · Vanuatu          | · Új-Kaledónia                       | · Salamon-szigetek                   |
| 2016 | Vanuatu                    | · Új-Zéland       | · Vanuatu          | Nem rendeztek mérkőzést a 3. helyért | Nem rendeztek mérkőzést a 3. helyért |

## Ranglista országonként
| Ország           | 1.                                     | 2.                                           | 3. |
| ---------------- | -------------------------------------- | -------------------------------------------- | -- |
| Ausztrália       | 12                                     | 1 (1980)                                     | -  |
| Új-Zéland        | 6 (1980, 1992, 2007, 2011, 2013, 2016) | 7 (1974, 1982, 1988, 1990, 1994, 1996, 2001) | 4  |
| Tahiti           | 2 (1974, 2008)                         | 1 (1992)                                     | -  |
| Fidzsi-szigetek  | 1 (2014)                               | 5 (1978, 1998, 2003, 2007, 2013)             | 4  |
| Salamon-szigetek | -                                      | 2 (2005, 2011)                               | 2  |
| Vanuatu          | -                                      | 2 (2014, 2016)                               | 4  |
| Izrael           | -                                      | 2 (1985, 1987)                               | -  |
| Új-Kaledónia     | -                                      | 1 (2008)                                     | 2  |
| Tajvan           | -                                      | -                                            | 1  |

1. ↑  A korosztályt 19-re vitték le a 2015-ös U20-as labdarúgó-világbajnokság előtt.